# Di3
Di3 är ett littera på en typ av diesellok från 1950-talet. Loken tillverkades av  Nydqvist & Holm AB (NOHAB) åt  de norska statsbanorna. Bland de totalt 35 Di3-loken köptes tre Di3b-lok avsedda för högre hastigheter än de vanliga Di3-loken, som fick litterat Di3a.
När loken började slopas under 1990-talet såldes även några till Italien och Kosovo, men inga lok hamnade i Sverige under den tiden. När de sista loken slopades år 2001 av NSB köptes fem av dem av Ofotbanen AS, som bedrev trafiken på norska delen av Malmbanan. 2009 såldes fyra av dem till Inlandsbanan. Det sista loket såldes 2010 till Skandinaviska Jernbanor.